# Multi-Love
Multi-Love è il terzo album in studio della band neozelandese Unknown Mortal Orchestra. È stato pubblicato il 26 maggio 2015. Il frontman e principale collaboratore Ruban Nielson ha prodotto, mixato e progettato l'intero Multi-Love. Il titolo è un riferimento alla relazione poliamorosa che Ruban Nielson ha avuto con sua moglie e una donna più giovane per un anno. L'album esplora temi di euforia, sperimentazione sessuale ed esaurimento emotivo.
L'album ha vinto l'APRA Silver Scroll 2015 per il miglior album alternativo. Considerato il successo globale della band, Multi-Love è entrato nelle liste di The Guardian, NME e Consequence of Sound per i migliori album del 2015. I singoli Multi-Love e Can't Keep Checking My Phone sono stati entrambi inseriti nella lista A nella BBC's 6 Music. Insieme a Currents dei Tame Impala, è stato talvolta etichettato come uno dei due maggiori lavori di musica psichedelica acclamati dalla critica nel 2015. L'album ha debuttato al numero 14 in Nuova Zelanda, al numero 44 nel Regno Unito e al numero 7 nella classifica indipendente americana Billboard. Come i suoi predecessori, l'album ha ricevuto il plauso della critica ed è apparso in varie liste dei migliori album del 2015 stilate da critici.
La traccia Can't Keep Checking My Phone è stata presentata da EA Sports su FIFA 16.

## Tracce
1. Multi-Love – 4:10 (Ruban NielsonKody Nielson)
2. Like Acid Rain – 2:02 (R. NielsonK. Nielson)
3. Ur Life One Night – 4:27 (R. Nielson)
4. Can't Keep Checking My Phone – 4:16 (R. NielsonPortrait)
5. Extreme Wealth and Casual Cruelty – 6:04 (R. NielsonChris Nielson)
6. The World Is Crowded – 4:19 (R. NielsonK. Nielson)
7. Stage or Screen – 3:26 (R. NielsonK. Nielson)
8. Necessary Evil – 5:17 (R. NielsonK. NielsonC. Nielson)
9. Puzzles – 7:02 (R. Nielson)